# Saizo Saito
Saizo Saito, född 24 september 1908 i Osaka prefektur, Japan, död 30 november 2003, var en japansk fotbollsspelare.